# Georges Sorel
Georges Eugène Sorel (2 de novembro de 1847 – 29 de agosto de 1922), engenheiro formado pela École Polytechnique, foi um teórico francês do sindicalismo revolucionário, muito popular em seu país, assim como na Itália e nos Estados Unidos.
Marxista heterodoxo, fortemente influenciado pela ética de Proudhon e também por Ernest Renan, Giambattista Vico, Nietzsche e, mais tarde, por Henri Bergson e William James, Sorel cumpriu uma trajetória política peculiar. Engenheiro, ele pediu demissão do emprego em 1892, aos 45 anos, para dedicar-se ao estudo da filosofia social. Ligado ao sindicalismo revolucionário, de extrema-esquerda, flertou por algum tempo com o movimento monarquista. Admirava o poeta monarquista Charles Maurras (1910) e Lênin (1918-1922).
Entre as peculiaridades de Sorel está a preocupacão com os aspectos jurídicos do socialismo e a violência, que exalta em seu livro Réflexions sur la violence (1908), mas ela é cuidadosamente distinguida da força bruta. Sorel odiava o jacobinismo, a dominação burguesa e o parlamentarismo. O outro ponto importante é o caráter de força motriz do mito político, conceito apresentado por Sorel. Ele é uma arma na luta política: seu sentido é mobilizar, empurrar para a ação. Esses mitos políticos, estabelece Sorel, são "conjuntos de imagens capazes de evocar em bloco e somente pela intuição, antes de qualquer análise refletida, a massa dos sentimentos" (Réflexions sur la violence).
Sorel é um autor controverso quanto à linha política a qual adere. Suas ideias foram aceitas tanto pelos fascistas (Benito Mussolini) quanto pelos comunistas italianos (Antonio Gramsci). Também influenciou os anarcossindicalistas, bem como Walter Benjamin. Entre os pensadores latino-americanos sua influência é notável nos escritos do marxista peruano José Carlos Mariátegui.